# Metapenaeopsis tchekunovae
Metapenaeopsis tchekunovae är en kräftdjursart som beskrevs av Yaroslav Igorevich Starobogatov 1972. Metapenaeopsis tchekunovae ingår i släktet Metapenaeopsis och familjen Penaeidae. Inga underarter finns listade i Catalogue of Life.